# Devious Maids – Schmutzige Geheimnisse
Devious Maids – Schmutzige Geheimnisse (Originaltitel: Devious Maids; Engl. für „Hinterlistige Hausmädchen“) ist eine US-amerikanische Dramedy-Fernsehserie von Marc Cherry, die zwischen 2013 und 2016 von ABC Studios in Zusammenarbeit mit Cherry/Wind Productions für den US-Sender Lifetime produziert wurde. Als Vorlage diente die mexikanische Telenovela Ellas son la Alegría del Hogar. Die Fernsehserie dreht sich um das Leben von vier Hausangestellten in Beverly Hills. Die erste Folge wurde in den Vereinigten Staaten am 23. Juni 2013 auf Lifetime ausgestrahlt.
Im September 2016 gab Lifetime bekannt, dass die vierte Staffel die letzte der Serie sei.

## Handlung

### Staffel 1
Die Collegeprofessorin Marisol Suarez lässt sich als Hausmädchen bei Taylor und Michael Stappord einstellen. Sie hat sich heimlich in die Siedlung der Reichen einquartiert, um die Unschuld ihres Sohnes Eddie am Mord an dem Zimmermädchen Flora zu beweisen. Sie freundet sich schnell mit den anderen Hausmädchen der Gegend, Rosie Falta, Carmen Luna und Zoila Diaz an.
Rosie ließ nach dem Tod ihres Ehemanns den gemeinsamen Sohn in Mexiko zurück und floh über die Grenze, um als Hausmädchen für Peri und Spence Westmore zu arbeiten. Das Schauspielerehepaar prahlt in der Öffentlichkeit damit, gute Eltern zu sein, obwohl Rosie diejenige ist, die sich um das Kind kümmert. Carmen träumt davon, eines Tages eine erfolgreiche Sängerin zu werden. Sie arbeitet für den bekannten Sänger Alejandro Rubio und hofft, über ihn Kontakte zu knüpfen. Zoila arbeitet zusammen mit ihrer Tochter Valentina bei Genevieve Delatour und deren Sohn Remi.
Marisol muss bald erkennen, dass fast jeder in der Siedlung Geheimnisse hat, die er vor den anderen geheim halten will. So erfährt sie, dass das Hausmädchen Flora eine Affäre mit ihrem Arbeitgeber Adrian Powell hatte und seine Ehefrau Evelyn dies auf einem gesellschaftlichen Ereignis erfahren hatte. Flora verfasste einen Abschiedsbrief, in dem sie schrieb, dass sie vergewaltigt wurde. Bevor sie sich jedoch umbringen konnte, wurde sie ermordet. Marisol versucht, den Mord aufzuklären und die Unschuld ihres Sohnes zu beweisen. Sie findet heraus, dass Flora von einem Freund von Eddie schwanger war, dies jedoch vertuscht wurde. Rosie findet bei ihrem Arbeitgeber einen geheimen Raum mit Videoaufnahmen, die reiche Männer beim Sex mit von Adrian Powell beauftragten Frauen zeigen.
Rosie entdeckt unterdessen, dass ihre Arbeitgeberin Peri eine Affäre hat. Nachdem diese und ihr Mann Spence sich auf eine offene Ehe geeinigt haben, beginnt Rosie eine Affäre mit Spence und entwickelt Gefühle für ihn. Zoila und Valentina müssen des Öfteren Genevieve Delatour bei ihren Problemen helfen. Valentina hat Gefühle für Genevieves Sohn Remi, was von Genevieve gutgeheißen wird. Zoila ist jedoch gegen diese Liebe, da sie früher eine Affäre mit Genevieves Bruder hatte und von diesem für eine Frau aus höheren Kreisen verlassen wurde. Nachdem Remi einen Drogenentzug gemacht hat, gesteht er sich seine Gefühle ein und beginnt eine Beziehung mit Valentina.
Nachdem Taylor Stappord Marisol von ihrer Vergangenheit erzählt hat, bauen die beiden eine Freundschaft auf, und Marisol steht Taylor auch in der Auseinandersetzung mit Michaels Ex-Frau Olivia bei. Als Taylor durch künstliche Befruchtung schwanger wird, veranstaltet sie zur Bekanntgabe eine Dinnerparty, während der sich Olivia im Garten erhängt. Auf Grund von Michaels Trauer um Olivia und den Worten, die er an sie richtet, wird Taylor klar, dass Michael Olivia immer noch liebt.
Carmen versucht, dem Sänger Alejandro ihre Musik nahezubringen, damit dieser ihre erträumte Karriere fördert. Dies wird jedoch von der Haushälterin Odessa verhindert. Später stellt sich heraus, dass Odessa Knochenkrebs hat. Infolgedessen baut Carmen eine nähere Verbindung zu Odessa auf. Auch bringt sie Alejandro dazu, seine harte Schale zumindest vor seinem Personal fallen zu lassen. Er und Carmen verstehen sich immer besser, sodass er ihr später seinen festen Freund Scott vorstellt, von dem niemand weiß, da er seine Homosexualität geheim hält.
Alejandro schickt Carmen vor, um mit seinem Freund Scott die Beziehung wieder zu beenden. Dieser verwüstet erzürnt die Wohnung und geht zur Presse um die Homosexualität von Alejandro publik zu machen. Die Berater Alejandros schmieden den Plan ihn mit Carmen zu verheiraten, damit seine Karriere nicht zerstört wird. Im Staffelfinale schmieden die Putzfrauen einen Plan, um den wahren Mörder von Flora Hernandez zu überführen, beinahe scheitern sie, bekommen aber unerwartet Hilfe der Powells. Diese haben ihren eigenen Rachefeldzug gegen Phillipe Delatour ausgeführt, da sie heraus bekommen haben, dass Phillipe Flora umgebracht hat. Flora hat Phillipe erpresst, nach dem dieser sie vergewaltigt hat und heraus kam, dass sie von Remi Delatour, Phillipes Sohn, schwanger ist.

### Staffel 2
Drei Monate später, Marisol hat einen neuen Freund. Er heißt Nicholas und er plant, Marisol einen Antrag zu machen. Darüber ist seine Haushälterin Opal überhaupt nicht begeistert. Diese wohnt und arbeitet schon seit vielen Jahren mit ihrem Sohn Ethan im Haus von Nicholas. Vor 15 Jahren ist die erste Frau von Nicholas, Dalia, ums Leben gekommen. Offiziell hat sie Selbstmord verübt, in dem sie von einer Brücke gesprungen ist. Tatsächlich hatten Nicholas und Dalia in dieser Nacht Streit und Dalia war weggerannt. Nicholas und Opal sind ihr hinterhergefahren und hatten sie auf der Brücke eingeholt. Während eines Handgemenge hat Opal dann Dalia von der Brücke gestoßen. Nicholas sagt der Polizei nicht die Wahrheit. Irgendein großes Geheimnis von Nicholas kennt Opal, mit dem sie ihn in der Hand hat.
Rosie ist vor drei Monaten wegen fehlender Aufenthaltsgenehmigung von der Einwanderungsbehörde festgenommen worden. Sie beantragt jetzt erfolgreich vor Gericht Asyl und darf mit ihrem Sohn in den USA bleiben, bis in sechs Monaten erneut verhandelt wird. Sie nimmt einen neuen Job bei Kenneth, dem Onkel von Reggie, ihrem Anwalt, an. Dieser hatte einen Schlaganfall gehabt und kann sich nicht bewegen und sprechen. Gleichzeitig wohnen im Haus noch Didi, die Frau von Kenneth, die er in einer Bar kennengelernt hatte und seine Tochter sein könnte, sowie seine Tochter Lucinda, die mindestens 10 Jahre älter ist als Didi. Beide können sich nicht riechen. Rosie hat es nicht leicht, da sie es anscheinend niemanden recht machen kann, Kenneth tut ihr vor allem leid, weil sich keiner so richtig um ihn kümmert. Nachdem Rosie mit Kenneths Arzt unzufrieden ist, bringt sie ihn zu einem Spezialisten, der ihm auch gleich neue Hoffnung macht. Er lernt nach und nach zu sprechen und die Hände zu bewegen. Reggie flirtet mit ihr. Bald findet sie aber raus, dass er sie nur ausnutzen will, in dem er sie aushorcht und ausnutzt, nur um an das Geld vom Onkel zu kommen. Als Kenneth in Lebensgefahr schwebt, verbündet sich Rosie mit Didi und Lucinda, auch auf die Gefahr hin, dass sie dadurch ihre Chance auf die US-Staatsbürgerschaft verspielt.
Spence hat in dieser Zeit Rosie nicht gesehen und gehört. Er geht davon aus, dass Rosie ausgewiesen wurde. Als er nach Hause kommt, hat Peri zwei Nachrichten für ihn. Sie erzählt ihm, dass Rosie heute kurz vorbeigeschaut hatte, was Spence sehr freut und belügt ihn, indem sie ihm offenbart, dass sie erneut schwanger ist, was Spence ganz sprachlos macht. Nach dem Spence Peri die Affäre mit Rosie beichtet, droht sie, mit ihrem Sohn nach Europa zu gehen, falls Spence den Kontakt zu Rosie aufrechterhält. Spence' Liebe zu Rosie ist so groß, dass er sich von seiner Frau trennt. Peri gewinnt das Sorgerecht für ihren Sohn und Spence wird zum Alkoholiker, wodurch er seinen Job verliert. Erst durch die Hilfe von Carmen sowie die Liebe von Rosie findet er wieder auf den richtigen Pfad und macht einen Entzug. Spence und Rosie beschließen zu heiraten.
Evelyn und Adrian sind sich wieder nähergekommen. Sie geben eine Party, auf der sie ausgeraubt werden. Adrian ist seitdem völlig verängstigt. Sie stellen einen Bodyguard ein. Da Evelyn mit der Ängstlichkeit von Adrian nicht umgehen kann, erliegt sie den Avancen von Tony, dem Bodyguard. Dieser führt aber nichts Gutes im Schilde. Seine Masche ist, ältere verheiratete Frauen zu verführen und sie anschließend damit zu erpressen. Nur bei Evelyn hat er kein Glück, denn diese erzählt Adrian von der Affäre, nur um Adrian damit zu verletzen. Um Evelyn im Glauben zu lassen, Tony habe sie tatsächlich begehrt, zahlt Adrian viel Geld an Tony. Dieser wird beim Einlösen des Checks überfallen und erschossen.
Valentina kehrt aus Afrika zurück und hat sich von Remi getrennt, da er ihre Karriere nicht unterstützen wollte. Da sie nicht zu ihrer Mutter zurückkehren möchte, nimmt Genevieve Valentina mit zu sich nach Hause. Dort trifft sie den Poolboy Ethan, den Sohn von Opal. Sie kommen sich näher. Dann kommt Remi schwerkrank wieder nach Hause und Valentina kümmert sich um ihn. Dabei entdeckt sie, dass sie noch Gefühle für ihn hat. Genevieve ist todkrank und benötigt eine Niere. Ein passender Spender wird nicht gefunden. Zoila findet keinen Zugang mehr zu ihrer Tochter. Gleichzeitig trennt sich ihr Mann Pablo von ihr. Auf einem Markt lernt sie den Koch Javier kennen. Sie treffen sich öfter und verlieben sich ineinander. Pablo möchte gerne zu ihr zurückkehren. Zoila kämpft mit ihren Gefühlen für Javier und Pablo und entscheidet sich schließlich für Javier. Am Ende der Staffel erfährt sie, dass sie schwanger ist.
Nachdem der Sänger Alejandro bei einer Umarmung mit dem Freund von Carmen, Sam, in seinem Haus fotografiert wird, gehen Alejandro und Carmen einen Deal ein. Carmen soll zum Schein Alejandro heiraten und bekommt als Gegenleistung dafür einen Plattenvertrag, sobald sie verheiratet sind. Auf der Verlobungsparty von Alejandro und Carmen findet wieder ein Raubüberfall statt, und dabei kommt Alejandro zu Tode. Carmen ist nun ohne Job und Plattenvertrag. Sie nimmt eine Arbeit bei Spence an. Dieser nimmt seinen selbstmordgefährdeten Neffen Ty auf, der ein Auge auf Carmen wirft, die aber an Ty überhaupt nicht interessiert ist. Carmen weiß nicht, dass Ty beim Überfall auf Alejandro dabei war und denjenigen kennt, der den tödlichen Schuss abgegeben hat. Ty stalkt Carmen. Um ihre Liebe zu gewinnen, überredet er seine Kumpel, einen letzten Überfall auf einer Party von Spence durchzuführen. Dabei will Ty den schützenden Retter für Carmen spielen, was nicht funktioniert. Während Carmen sich erfolgreich gegen die Räuber wehrt, wird Ethan schwer von ihr verletzt. Er kann fliehen und sucht Hilfe bei Valentina. Da die Wunde nicht aufhört zu bluten, holt Valentina Remi zur Hilfe, der Ethans Verletzungen versorgt und Valentina darüber aufklärt, woher sie stammen. Valentina wendet sich von Ethan ab. Valentina darf ein Praktikum bei Bruno de Luca, einem Modedesigner in Manhattan machen.
Marisol versucht in der Zwischenzeit hinter das Geheimnis von Nicholas zu kommen. Erst als Opal Nicholas mit dem Auto überfährt, verrät Nicholas ihr, dass er vor 15 Jahren den kleinen Barrett, den Sohn von Adrian und Evelyn, versehentlich überfahren hat. Die 2. Staffel endet damit, dass Ty auf der Hochzeit von Spence und Rosie aus einem fahrenden Auto direkt in die Menge schießt.

### Staffel 3
Ty schießt auf der Hochzeit von Spence und Rosie in die Menge. Pablo stirbt und Rosie fällt ins Koma. Als sie schließlich erwacht, taucht ihr totgeglaubter Mann Ernesto im Krankenhaus auf. Sie hat große Schuldgefühle und distanziert sich von Spence. Schließlich wird dieser von einem Freund Ernestos verprügelt und verliert sein Gedächtnis. Peri Westmore taucht im Krankenhaus auf, und Spence glaubt, noch mit ihr zusammen zu sein. Rosie nimmt er nur noch als Dienstmädchen wahr.
Zoila ist schwanger, weiß aber nicht, welcher ihrer beiden Liebhaber der Vater des Kindes ist. Sie findet heraus, dass es der verstorbene Pablo ist. Javier und Zoila wollen heiraten. Zoila gesteht Javier vor der Hochzeit, dass das Kind von Pablo ist, und Javier verlässt sie daraufhin. Valentina und Remi wollen ebenfalls heiraten und ziehen nach New York. Genevieve verliebt sich in ihren Arzt und geht mit ihm nach Griechenland, kommt aber zurück, als Zoila sie braucht. Dr. Neff zieht daraufhin bei ihr ein und bringt sein Hausmädchen mit. Durch eine List von Dr. Neff wird Genevieve manipuliert, sodass sie Zoila feuert. Sie bekommt von Neffs Verhalten Wind und versucht, mit einer Paartherapie Zoila wieder näher zu kommen. Am Ende bekommt Zoila ihr Kind, wobei es bei der Geburt zu Komplikationen kommt. Genevieve muss zwischen dem Kind und Zoila entscheiden.
Carmen ist mit Sebastien liiert, der der Mann ihrer Musikproduzentin ist. Adrian entdeckt seine Neigung zu BDSM und lebt diese mit Carmen aus, die jetzt als Dienstmädchen bei ihm arbeitet. Dabei kommt es zu einem Unfall, und Adrian muss ins Krankenhaus. Später beschließen Evelyn und Adrian, ein Kind zu adoptieren. Adrian sucht den leiblichen Vater, der den Jungen schließlich wieder abholt. Daraufhin reicht Evelyn die Scheidung ein. Carmen lernt Sebastiens Frau kennen, gesteht ihr die Affäre und beendet die Beziehung zu ihrem Mann. Seine Frau rächt sich dafür, indem sie die Rechte an Carmens CD behält und diese nicht veröffentlicht.
Blanca, das neue Hausmädchen in der Clique, bekommt einen Job bei einer scheinbar perfekten Familie. Sie wird entführt, und man findet sie tot in einem leerstehenden Haus. Dort hat sie sich erhängt und einen Mord gestanden. Sebastien wird schließlich als der wahre Mörder enttarnt und nimmt Carmen, Marisol, die Powells und Michael im Haus der Powells gefangen. Er dreht das Gas auf und will sie sterben lassen. Marisol kann sich befreien und ihn bewusstlos schlagen. Carmen, Evelyn und Marisol bringen sich in Sicherheit. Das Haus explodiert, während Adrian und Sebastien sich noch darin befinden.

### Staffel 4
Evelyn und Adrian Powells Haus wird nach der Explosion renoviert. Evelyn will sich trennen, da Adrian aber vermeintlich gelähmt ist und im Rollstuhl sitzt, kann sie sich nicht ohne Imageverlust scheiden lassen. Der Schwindel fliegt auf, Adrian weigert sich weiterhin in die Scheidung einzuwilligen, sperrt ihre Kreditkarten und verweigert ihr schließlich den Zugang zum Haus. Evelyn beginnt eine Affäre mit einem Reverent. Um Evelyn eifersüchtig zu machen, verlobt er sich mit der gemeinsamen Bekannten Gale. Um diese Heiraten zu können, lassen sich Adrian und Evelyn vor der Hochzeit scheiden und merken, dass sie doch noch Gefühle füreinander empfinden und bleiben verheiratet.
Carmen arbeitet bei den Powells als Dienstmädchen. Ihre Nichte Daniela, die eigentlich ihre Tochter ist, besucht Carmen und möchte Sängerin werden. Sie arbeitet ebenfalls bei den Powells. Als sie herausfindet, dass Carmen ihre Mutter ist, reagiert sie geschockt. Erst als Carmen ihr aus einer brenzligen Situation hilft, vertraut sie Carmen und die beiden beginnen ein Mutter-Tochter-Verhältnis.
Spence hat aufgrund des Unfalls die Erinnerungen an die gemeinsame Zeit mit Rosie vergessen und lebt mit Peri zusammen. Auf einer Party stellt Rosie ihn zur Rede und weckt mit dem Kosenamen „Mr. Spence“ die Erinnerungen an ihre Ehe. Spence und Peri streiten sich, woraufhin Spence die Party verlässt und einen Blackout hat. Am nächsten Morgen findet er Peri erstochen im Schlafzimmer und wird von der Polizei verhaftet.
Rosie versucht, Peri's wahren Mörder zu finden, da sie von Spences Unschuld überzeugt ist. Eine Stripperin gibt ihm ein Alibi, ist später aber nicht mehr aufzufinden. Immer mehr Spuren deuten darauf hin, dass eine geheimnisvolle Sekte namens der Zirkel etwas mit Peri's Mord zu tun hat. Um Einblick in die Sekte zu bekommen, schleust sie ihre Arbeitgeberin Genevieve in den Zirkel ein.
Rosie findet heraus, dass Tucker nicht Spences leiblicher Sohn ist, sondern das Ergebnis einer Vergewaltigung von Peri durch ihren Regisseur. Als der Regisseur am Abend der unheilvollen Party versucht, erneut eine Frau zu vergewaltigen, droht Peri damit, ihn anzuzeigen. Gale, die Tochter des Regisseurs tötet Peri, um ihren Vater zu schützen. Der Zirkel hat den Regisseur jahrelang mit der Vergewaltigung an Peri erpresst und versucht, den Mord Spence anzuhängen, um die Tat zu vertuschen.
Zoila arbeitet nicht mehr für Genevieve, da sie eine Fehlgeburt hatte und ihr nicht verzeihen kann, dass ihr Kind nicht gerettet werden konnte. Sie arbeitet für Fiona, die allerdings im Ausland ist, und wird von den Nachbarn Kyle und seiner Mutter für die reiche Hauseigentümerin gehalten. Sie beginnt eine Liaison mit Kyle, bei der ihr Adrian unerwarteterweise hilft. Kyles Mutter ist die Anführerin des Zirkels. Als die Hausbesitzerin plötzlich nach Hause kommt, wird Kyle klar, dass Zoila das Dienstmädchen ist und verlässt sie. Um sich zu entschuldigen, schickt er ihr allerdings ein Video, indem Peri über ihre Vergewaltigung spricht und wer ein Motiv für ihren Mord hat. Dies trägt zur Aufklärung des Falles bei und Spence kommt zu Rosie nach Hause.
Marisols Buch wird verfilmt. Sie beginnt eine Beziehung mit dem Studiobesitzer Peter, welcher der Exmann von Genevieve ist. Diese ist sehr erbost und versucht, Peter zurückzugewinnen. Es beginnt ein Kleinkrieg zwischen Marisol und Genevieve. Marisol begegnet ihrem Ex Jesse und beginnt eine Affäre. Peter beendet die Beziehung, kann Marisol aber später verzeihen. Ein Jahr später ist die Hochzeit von Peter und Marisol, allerdings ist Marisol nicht auffindbar und in ihrem Zimmer ist das Fenster eingeschlagen und Blutflecken.

## Produktion
Die Entwicklung der Serie begann im Oktober 2011, als Marc Cherry die Idee zur Serie bei ABC unterbringen konnte. Im Januar 2012 gab der Fernsehsender dann eine Pilotfolge zu Devious Maids in Auftrag. Die vier Hauptrollen der Hausmädchen gingen an Dania Ramírez als Rosie Falta, Ana Ortiz als Marisol Duarte, Judy Reyes als Zoila Diaz, sowie Roselyn Sánchez als Carmen Luna. Ebenfalls wurde Angelique Cabral für eine weitere Hauptrolle gecastet. Mitte März 2013 wurden die letzten Hauptrollen an Grant Show, Susan Lucci, Mariana Klaveno, Drew Van Acker, Brett Cullen, Brianna Brown und Edy Ganem vergeben. Ende März 2012 stieß Eva Longoria als Executive Producer zur Serie. Longoria spielte ebenso wie Roselyn Sánchez bereits in Desperate Housewives mit.
Im Mai 2012 wurde der Pilot von ABC nicht in ihr Herbstprogramm aufgenommen, sodass das Produktionsunternehmen die Serie anderen Fernsehsendern anbot. Am 22. Juni 2012 übernahm der Sender Lifetime die Serie, nachdem es im Vorfeld schon einige Spekulationen über das Vorhaben gab. Die Verantwortlichen des Senders – Nancy Dubuc und Rob Sharenow – begründeten ihre Entscheidung folgendermaßen: „Diese Serie und Marc Cherrys einzigartige Stimme als Geschichtenerzähler artikulieren die „Lifetime“-Strategie, die vorsieht, Top-Kreative und ihre originellen und aufregenden Projekte zu uns zu holen“. Doch gleichzeitig wurden auch einige Änderungen im Konzept vorgenommen. So wurde das Budget auf Kabelniveau gesenkt, die Rolle von Angelique Cabral aus der Serie geschrieben, sowie der Drehort von Los Angeles nach Atlanta verlegt, da der Bundesstaat Georgia Steuererleichterungen in Aussicht stellte.
Der erste Trailer zur Serie wurde im September 2012 veröffentlicht. Ende November 2012 wurden Melinda Page Hamilton und Matt Cedeño für Nebenrollen verpflichtet. Die Serie wurde im August 2013 von Lifetime um eine zweite Staffel mit 13 Episoden verlängert. Im Oktober 2013 gaben Brianna Brown und Brett Cullen bekannt, dass sie nicht für die zweite Staffel zurückkehren werden. Zwei Monate später wurden zwei neue Hauptrollen mit Joanna P. Adler als neue Haushälterin Opal und Dominic Adams als Tony besetzt. Die anderen zwei Hauptrollen gingen an Colin Woodell und Mark Deklin. Nachdem im September 2014 die Serie um eine dritte Staffel verlängert wurde, stieg Gilles Marini zum Hauptdarsteller auf, der bereits im zweiten Staffelfinale eine Nebenrolle spielte. Im Januar 2015 kündigte Brown an, dass sie in der dritten Staffel wieder in ihrer Rolle zur Stammbesetzung gehören wird.  Ende September 2015 wurde die Serie um eine vierte Staffel verlängert, die zwischen Juni und August 2016 ausgestrahlt wurde.

## Besetzung

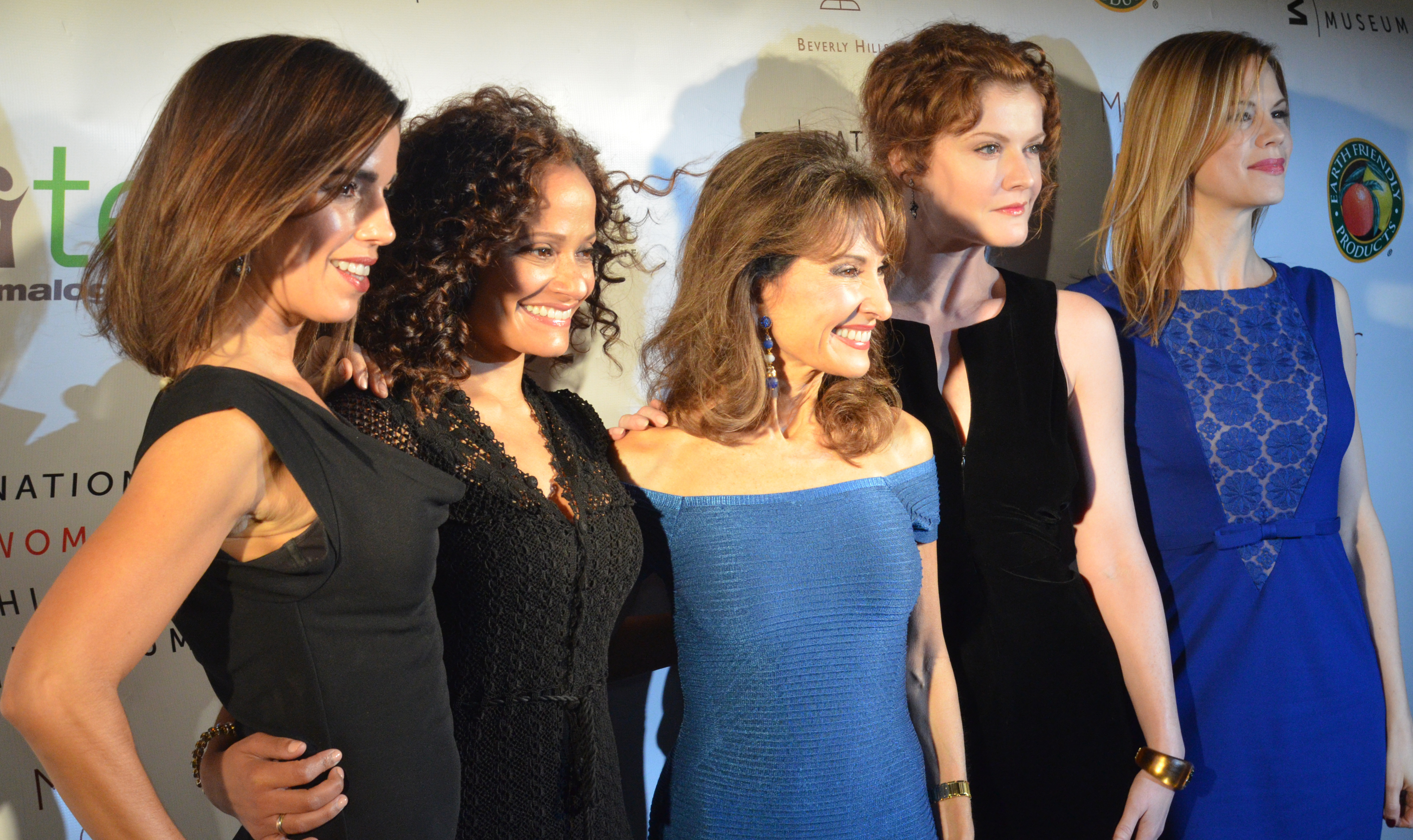
Die Hauptdarstellerinnen Ana Ortiz, Judy Reyes, Susan Lucci, Rebecca Wisocky und Mariana Klaveno bei einem Event im Oktober 2013

### Hauptrollen
| Rolle                                             | Schauspieler          | Hauptrolle (Episoden) | Nebenrolle (Episoden)      | Synchronsprecher/in                                           |
| ------------------------------------------------- | --------------------- | --------------------- | -------------------------- | ------------------------------------------------------------- |
| Marisol Suarez, eigentlich Duarte, später Deering | Ana Ortiz             | 1.01–4.10             |                            | Natascha Geisler                                              |
| Rosie Westmore, verw. Falta                       | Dania Ramírez         | 1.01–4.10             |                            | Maja Maneiro                                                  |
| Carmen Luna                                       | Roselyn Sánchez       | 1.01–4.10             |                            | Julia Kaufmann                                                |
| Zoila Diaz                                        | Judy Reyes            | 1.01–4.10             |                            | Tanja Geke                                                    |
| Valentina Diaz                                    | Edy Ganem             | 1.01–2.13             | 3.01–3.02                  | Kristina Tietz                                                |
| Genevieve Delatour, geb. Eunice Mudge             | Susan Lucci           | 1.01–4.10             |                            | Katarina Tomaschewsky                                         |
| Remi Delatour                                     | Drew Van Acker        | 1.01–2.13             | 3.01–3.02                  | Nicolás Artajo                                                |
| Evelyn Powell                                     | Rebecca Wisocky       | 1.01–4.10             |                            | Ulrike Möckel                                                 |
| Adrian Powell                                     | Tom Irwin             | 1.01–4.10             |                            | Stefan Staudinger (Staffel 1-2) Stefan Gossler (ab Staffel 3) |
| Taylor Stappord                                   | Brianna Brown         | 1.01–1.13, 3.01–3.13  | 2.04                       | Maria Koschny                                                 |
| Michael Stappord                                  | Brett Cullen          | 1.01–1.13, 3.01–3.13  |                            | Klaus-Dieter Klebsch                                          |
| Peri Westmore                                     | Mariana Klaveno       | 1.01–1.13             | 2.01–2.02, 3.13–4.01, 4.10 | Shandra Schadt                                                |
| Spence Westmore                                   | Grant Show            | 1.01–4.10             |                            | Philipp Moog                                                  |
| Sam Alexander                                     | Wolé Parks            | 1.01–1.13             |                            | Sebastian Schulz                                              |
| Nicholas Deering                                  | Mark Deklin           | 2.01–2.13             |                            | Johannes Berenz                                               |
| Opal Sinclair                                     | Joanna P. Adler       | 2.01–2.13             |                            | Sabine Falkenberg                                             |
| Ethan Sinclair                                    | Colin Woodell         | 2.01–2.11             |                            | David Turba                                                   |
| Tony Bishara, eigentlich Amir Hassan              | Dominic Adams         | 2.01–2.11             |                            | Kim Hasper                                                    |
| Sebastien Dussault                                | Gilles Marini         | 3.01–3.13             | 2.13                       | Jaron Löwenberg                                               |
| Ernesto Falta                                     | Cristián de la Fuente | 3.02–3.07, 3.10-3.13  |                            | Nico Mamone                                                   |
| Jesse Morgan                                      | Nathan Owens          | 3.03–4.10             |                            | Roman Wolko                                                   |
| Daniela Mercado                                   | Sol Rodriguez         | 4.01–4.10             |                            | Jacqueline Belle                                              |

### Nebenrollen
| Rolle                        | Schauspieler            | Nebenrolle (Episoden)                  | Synchronsprecher/in |
| ---------------------------- | ----------------------- | -------------------------------------- | ------------------- |
| Alejandro Rubio              | Matt Cedeño             | 1.01–2.03                              | Tobias Nath         |
| Odessa Burakov               | Melinda Page Hamilton   | 1.01–2.03                              | Cathlen Gawlich     |
| Flora                        | Paula Garcés            | 1.01–1.13                              | Tanya Kahana        |
| Olivia Rice                  | Valerie Mahaffey        | 1.01–1.10, 3.10–3.11                   | Marina Krogull      |
| Eddie Suarez                 | Eddie Hassell           | 1.01–1.05, 1.10–1.13                   | Konrad Bösherz      |
| Pablo Diaz                   | Alex Fernandez          | 1.03–1.04, 1.10, 2.02, 2.04, 2.11–3.01 | Kaspar Eichel       |
| Phillipe Delatour            | Stephen Collins         | 1.06–1.13                              | Norbert Langer      |
| Miguel Falta                 | Octavio Westwood        | 1.12–2.13                              | Moritz Müller       |
| Miguel Falta                 | Alejandro Vera          | 3.01–4.10                              | Moritz Müller       |
| Reggie Miller                | Reggie Austin           | 2.01–2.12                              | Robin Kahnmeyer     |
| Lucinda Miller               | Kimberly Hebert Gregory | 2.01–2.12                              |                     |
| Tanya Taseltof               | Tricia O’Kelley         | 2.01–2.03                              | Christin Marquitan  |
| Dahlia Deering               | Susie Abromeit          | 2.01, 2.07–2.08, 2.13                  | Sonja Spuhl         |
| Ty McKay                     | Gideon Glick            | 2.02–2.13                              | Maximilian Artajo   |
| Kenneth Miller               | Willie C. Carpenter     | 2.02–2.12                              |                     |
| Didi Miller                  | Tiffany Hines           | 2.02–2.12                              | Magdalena Turba     |
| Javier Mendoza               | Iván Hernández          | 2.06–3.03                              | Karlo Hackenberger  |
| Velma Mudge                  | June Squibb             | 2.09–2.10                              | Luise Lunow         |
| Blanca Alvarez               | Naya Rivera             | 3.01–3.03, 3.07                        | Sarah Riedel        |
| Gail Metzer-Fleming          | Julie Claire            | 3.01–4.10                              | Silvia Mißbach      |
| Katy Stappord                | Grecia Merino           | 3.01–3.13                              |                     |
| Dr. Christopher Neff         | John O’Hurley           | 3.04–3.12                              | Lutz Riedel         |
| Peter Hudson                 | James Denton            | 4.01–4.10                              | Marek Erhardt       |
| Kyle                         | Ryan McPartlin          | 4.01–4.09                              | Peter Lontzek       |
| Benjamin „Ben“ Pacheco       | Carlos Ponce            | 4.01–4.06, 4.10                        | Olaf Reichmann      |
| Eva Longoria                 | Eva Longoria            | 4.01                                   | Anna Carlsson       |
| Detective Shaw               | April Parker-Jones      | 4.02, 4.05, 4.10                       | Victoria Sturm      |
| Frances                      | Stephanie Faracy        | 4.02–4.09                              | Isabella Grothe     |
| Shannon Greene               | Katherine LaNasa        | 4.03–4.04, 4.07–4.08                   | Schaukje Könning    |
| Fabian                       | Christopher Hanke       | 4.04–4.06                              | Marius Clarén       |
| Josefina „Ofena“ Mercado     | Elizabeth Rodriguez     | 4.04–4.05                              | Vera Teltz          |
| Stuart „Kill Face“ Peartlman | Owen Harn               | 4.04–4.10                              |                     |
| Hugh Metzer                  | Sam McMurray            | 4.05–4.06, 4.09–4.10                   | Frank-Otto Schenk   |
| Reverend James Hamilton      | Sean Blakemore          | 4.04–4.09                              | Oliver Siebeck      |

## Ausstrahlung
Vereinigte Staaten
In den Vereinigten Staaten begann die Ausstrahlung der ersten Staffel am 23. Juni 2013 beim Kabelsender Lifetime. Die Pilotfolge wurde von 1,99 Millionen Zuschauern verfolgt. Im Laufe der ersten Staffel konnte die Serie an Zuschauer dazu gewinnen, sodass das Staffelfinale am 22. September 2013 mit 2,95 Millionen Zuschauern einen neuen Reichweitenrekord aufstellte. Die zweite Staffel wurde zwischen dem 20. April und dem 13. Juli 2014 von Lifetime ausgestrahlt. Die dritte Staffel wurde zwischen dem 1. Juni und dem 14. August 2015 ausgestrahlt. Die vierte Staffel strahlte Lifetime vom 6. Juni bis zum 8. August 2016 aus.
Deutschland
In Deutschland wurde die erste Staffel vom 29. Januar bis zum 5. März 2014 vom Pay-TV-Sender Universal Channel ausgestrahlt. Die zweite Staffel wurde vom 8. Oktober bis zum 12. November 2014 ebenfalls auf Universal Channel gezeigt. Die dritte Staffel wurde dort ab dem 6. Oktober 2015 ausgestrahlt; die vierte läuft seit dem 3. Oktober 2016.
Für das Free-TV hat sich ProSieben die Rechte an der Serie gesichert. Die Ausstrahlung der ersten Staffel fand seit dem 15. Oktober 2014 in Doppelfolgen im Anschluss an Grey’s Anatomy statt. Sie endete am 26. November 2014. Die zweite Staffel wurde vom 11. April bis 16. Mai 2016 auf sixx ausgestrahlt; vom 23. Mai 2016 bis zum 27. Juni 2016 zeigte sixx die dritte Staffel.
Österreich
In Österreich wurde die erste Staffel vom 7. April bis zum 2. Juni 2014 vom Sender ORF eins ausgestrahlt.
Schweiz
In der Schweiz wurde die erste Staffel vom 3. November bis zum 15. Dezember 2014 vom Sender SRF zwei ausgestrahlt.

## Rezeption
Adam Arndt von Serienjunkies.de bezeichnete Devious Maids als eine „zumindest im Serienpiloten etwas harmlosere Kopie“ von Desperate Housewives, „nur eben ohne [den] großen Reichtum des Protagonisten-Quartetts“ und wer „den Arbeitsstil von Marc Cherry immer erfrischend fand, kann sich Devious Maids durchaus anschauen“. Weiter führte er aus, dass die Serie „mit etwas mehr Biss, mehr Mut, ein paar unerwarteten Wendungen und einer besseren Herausarbeitung dessen, was die Standesunterschiede zwischen Angestellten und Arbeitgebern anbelangt, die präsentierten Konflikte sicherlich noch etwas sehenswerter wären“.